# Azzedine Bousseksou
Azzedine Bousseksou, né le 2 décembre 1964 à Kouba en Algérie, est un physico-chimiste franco-algérien.

## Carrière
Après un DES Matériaux de l'université des sciences et de la technologie Houari-Boumédiène (USTHB) d'Alger, Azzedine Bousseksou est sorti major de son DEA en sciences des matériaux de Nantes en 1988 puis obtient son doctorat en sciences des matériaux à l’université Pierre-et-Marie-Curie de Paris en 1992, avec les félicitations du jury. Il effectue un stage doctoral, à l'université Johannes Gutenberg de Mayence, au laboratoire de chimie inorganique du professeur Gütlich et obtient en 2000 une habilitation à diriger des recherches de l'université Toulouse-III-Paul-Sabatier.
Azzedine Bousseksou commence sa carrière au CNRS en 1993, comme chargé de recherche au Laboratoire de chimie de coordination du CNRS à Toulouse (LCC-CNRS) où il est devenu en  2005 directeur de recherche 2e classe, puis 1re classe en 2011, classe exceptionnelle 1 en 2016 et enfin classe exceptionnelle 2 en 2018. En janvier 2003, alors chargé de recherches au LCC-CNRS Toulouse, il crée et dirige l’équipe scientifique « Matériaux moléculaires commutables » du LCC. Parallèlement, il dirige entre 2005-2009 le GDR Magnétisme et commutation moléculaires (32 Laboratoires) et co-coordonne entre 2006 et 2010 le GDRI France-Japon sur les matériaux moléculaires multifonctionnels. Entre 2011 et 2013, il est directeur adjoint du LCC-CNRS Toulouse, puis directeur depuis 2013. Le LCC-CNRS Toulouse est une unité propre du CNRS qui rassemble près de 300 membres. Azzedine Bousseksou a été membre du comité national du CNRS pour l’évaluation des chercheurs et des laboratoires de recherche sur les périodes 2000-2004 et 2010-2015 et a coordonné et/ou porté plusieurs projets européens (COST, ANR international, …), nationaux (ANR) ou régionaux (CEPER). Il a organisé/ co-organisé plusieurs congrès nationaux et internationaux. Il a été membre du réseau d’excellence européen sur le magnétisme moléculaire, REX MAGMANET et est membre de l’Institut européen sur le magnétisme moléculaire (EIMM). Il a effectué de nombreux séjours internationaux invités (Japon, Grande Bretagne, Allemagne, Algérie, Mexique, Maroc, Tunisie, Ukraine, Hongrie, Espagne, Corée du Sud…).

## Recherche scientifique
Azzedine Bousseksou, est directeur de recherche de classe exceptionnelle au CNRS. Il est aussi directeur depuis 2013 du Laboratoire de chimie de coordination (LCC) du CNRS à Toulouse (~300 membres) et fondateur et directeur depuis 2003 de son équipe de recherche (~20 membres) focalisée sur le phénomène de la transition de spin et de la bistabilité moléculaires avec une démarche très originale allant de la molécule bistable au dispositif. Il a parallèlement dirigé de 2005 à 2009 le GDR Magnétisme et commutation moléculaires et coordonné le GDRI franco-japonais sur les matériaux moléculaires multifonctionnels entre 2006 et 2010.
Azzedine Bousseksou est reconnu dans le domaine de la transition de spin moléculaire et des matériaux moléculaires commutables. Son activité et sa production scientifique sont remarquables : il a plus de 300 publications de haut facteur d’impact, est cité plus de 12 000 fois, a un facteur h en 2020 de 60, a été invité à plus de 96 conférences dans des congrès internationaux et a 12 brevets dont 2 exploités.
Ses nombreuses prises de responsabilités, tant à l’échelon local que national et international, lui permettent avec son équipe de contribuer de manière significative à la structuration de son domaine de recherche en développant 3 approches conceptuelles complémentaires, qui représentent  les fils conducteurs de l’évolution de son domaine (bistabilité moléculaire) au niveau mondial. Il s’agit de :
- La transition de spin & le transport nanoélectronique (spintronique moléculaire) avec la mise en place des tout premiers dispositifs moléculaires permettant de coupler un état de spin avec le transport électronique dans une jonction nanométrique,
- La transition de spin & l’optique : vers les dispositifs photoniques très performants avec la mise en place de capteurs nano-thermométriques (brevetés) dépassant les dispositifs commerciaux actuels,
- La transition de spin & la variation réversible de volume moléculaire avec la réalisation des premiers nano-actuateurs à sens contrôlé dont la combinaison chimique avec des polymères a permis la mise en place de matériaux actifs ‘‘muscles artificiels’’ avec des applications avancées en robotique et en micro- nano-mécanique.

Avec son équipe de Recherche formées de 3 autres permanents (Gabor Molnar, DR-CNRS, Lionel Salmon DR-CNRS et William Nicolazzi, MCF-Université Paul Sabatier), parmi ses réalisations les plus remarquables on peut citer :
- La mise au point du modèle de type Ising à deux niveaux électroniques pour la transition de spin en une et deux étapes avec prédiction de brisures de symétrie, actuellement utilisé mondialement[6].
- La découverte de la première magnéto-commutation par l'application d'un champ magnétique intense (32 teslas) pulsé dans le cycle d'hystérésis d'une molécule à transition de spin (Fe(Phen)2(NCS)2) permettant d'adresser l'information de l'état haut spin (HS) à l’état bas spin (BS), par un phénomène de nucléation croissance dont les effets dynamiques font l'objet d'une attention particulière sur les plans expérimental et théorique[7],[8].
- La découverte de la première hystérésis de la constante diélectrique dans les complexes à transition de spin[9],[10],[11].
- La première double photo-commutation dans des composés binucléaires à transition de spin[12]
- La première photo-commutation à température ambiante[13].
- La première synthèse de couches minces à transition de spin à température ambiante (nouveau concept de couche par couche pour la transition de spin)[11],[14].
- La première nano-structuration de matériaux bistables à transition de spin à température ambiante[15].
- La synthèse des plus petites nanoparticules de coordination à transition de spin (4 nm) avec hystérésis autour de la température ambiante[16].
- La synthèse originale d’un système hybride combinant transition de spin et fluorescence dans l’objectif de la détection de la propriété de transition de spin sur le nano-objet unique[17]
- Le développement d’une nouvelle génération de dispositifs actifs à base de matériaux à transition de spin photoniques/plasmoniques[18], capteurs diffractifs de gaz[19], nano-thermomètres[17] et aussi nanoélectroniques[20],  et dispositifs spintroniques[21].
- Le développement récent de matériaux moléculaires commutables pour la micro- nano-actuation à sens contrôlé en exploitant la variation de volume réversible des molécules à transition de spin (mise au point des premiers prototypes de muscles artificiels) avec une actuation thermo- ou photo-induite pour des applications en robotique (projet ERC 2019 en cours d’évaluation)[22],[23],[24],[25],[26].

Il a encadré une vingtaine de post-doctorants, et plus d’une trentaine de thèses.

## Distinctions

### Prix
- Prix SCF de la division Chimie de coordination, 2003
- Prix Langevin de l'Académie des sciences (France), 2009
- Prix la Recherche, section Chimie, 2011
- Prix de la Société coréenne de magnétisme, 2012
- Grand prix Pierre-Süe de la Société chimique de France, 2020

### Honneurs
- Professeur invité (18 mois) à l'université Queen's de Belfast, Royaume-Uni, 1997
- Médaille d'argent du CNRS, 2010
- Médaille de l'université de Montpellier, 2014
- Lauréat du concours national « Smart Grids ERDF » 2016
- Professeur invité, chargé de cours à l'université de Mexico, Mexique (1 mois), 2017

### Sociétés savantes - Académies
- Guest Editor, New journal of  Chemistry, RCS, 2008
- Guest Editor, International Journal of Molecular Sciences, MDPI, 2011
- Membre de l'Académie européenne des sciences et des arts, 2012
- Membre de l'Académie des sciences (France), 2013
- Membre de l'Académie européenne des sciences, 2014
- Membre fondateur de l'Académie algérienne des sciences et technologies, 2015
- Membre du Comité national du CNRS, section 14 (200-2004) et (2012-2016)
- Membre de l’Institut européen sur le magnétisme moléculaire (EIMM)
- Guest Editor, Coordination Chemistry Reviews, Elsevier, 2016
- Coordination du numéro spécial des Comptes rendus de l'Académie des sciences sur le phénomène de la transition de spin, 2018